# Otus bikegila
L'assiolo principe (Otus bikegila) è una specie di assiolo scoperta nel 2022 sull'isola di Prìncipe, nello stato africano di São Tomé e Prìncipe, grazie al suo richiamo.
A causa del suo areale ristretto (circa 15 km²) la specie è stata classificata come in pericolo critico.

## Scoperta
Scoperta nel 2016 e descritta nel 2022, i sospetti sulla sua presenza risalgono al 1998. La sua scoperta porta ad otto il numero di uccelli endemici dell'isola di Prìncipe.

## Il richiamo
L'assiolo principe è noto per il suo richiamo, una singola nota, un "tuu" ripetuto più volte, simile ad un richiamo per insetti. Spesso questi gufi si esibiscono in duetti canori, specialmente al tramonto.

## Areale
L'assiolo principe è diffuso a basse altitudini nella foresta nativa nel sud dell'isola di Princìpe ed è completamente parte del Parco Naturale Prìincipe Obô.

## Etimologia
Il nome scientifico di questa specie è stato dato in onore del ranger del parco Ceciliano "Bikegila" do Bom Jesus.